# Terreinplastiek
In het Erasmuspark te Amsterdam-West staat een Terreinplastiek van Renze Hettema.
Het abstracte beeld uit 1972 is vervaardigd uit een driedelige sokkel bestaande uit basalt. Daarop rust een bronzen sculptuur, die tussen de sokkeldelen balanceert. Het meet 280 bij 250 bij 135 centimeter. Het beeld stond eerst op het Marktplein van het Gulden Winckelplantsoen, eveneens in Amsterdam-West gelegen. Wethouder Han Lammers kwam de plastiek op 27 oktober 1973 onthullen. Het werd daar echter meer gezien als een speelobject dan een kunstwerk (toegepaste kunst); Het Parool van 29 oktober noemde het al een speelplastiek.
Rond 2000 vonden daar een grootscheepse stadsvernieuwing plaats, waarop het beeld naar het Erasmuspark verhuisde; het vergezelde daarbij het Hondje van Linda van Boven. De creatie van Hettema kwam daadwerkelijk in het park; het hondje staat er enigszins buiten.

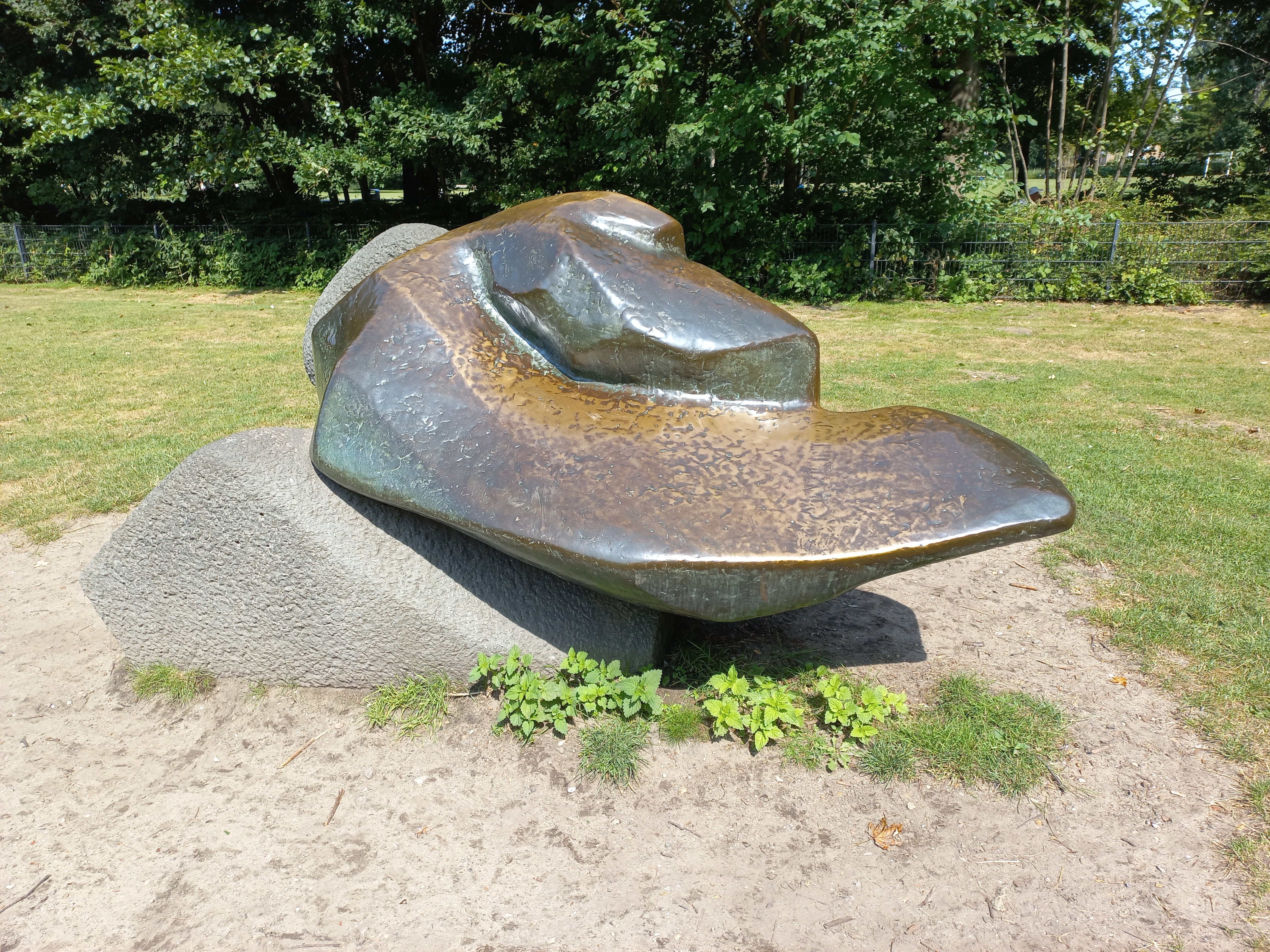
Terreinplastiek (juli 2022)

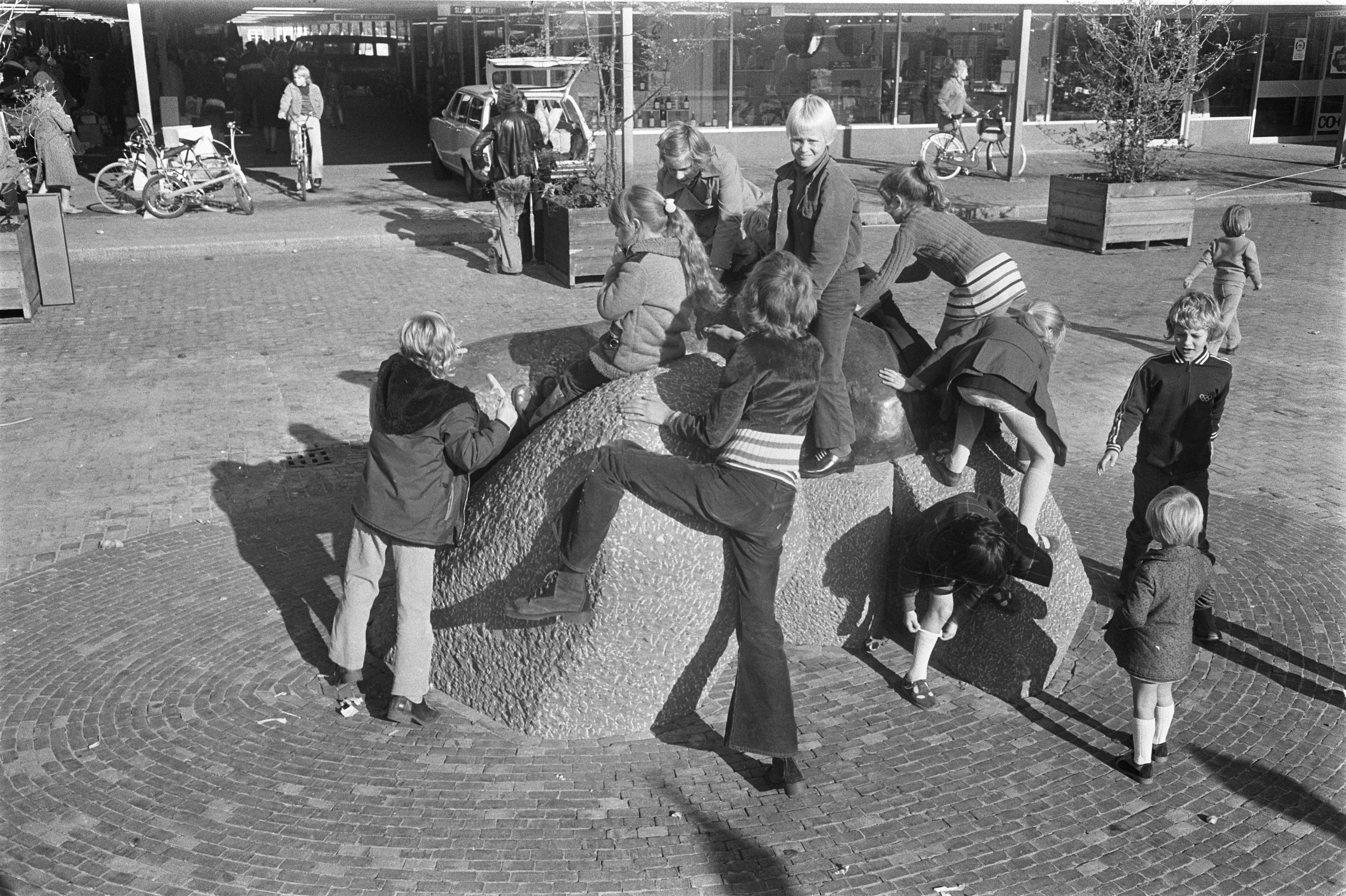
Hetzelfde beeld aan Gulden Winckelplantsoen direct na onthulling (oktober 1973)